# Международна инвестиционна банка
Международната инвестиционна банка, съкратено МИБ (на руски: Международный инвестиционный банк, МИБ) със седалище в Москва, е учредена през 1970 г. за съдействие на инвестиционната дейност и задълбочаването на икономическото сътрудничество главно между социалистическите страни от Съвета за икономическа взаимопомощ.
Уставният капитал съставлява 1300 млн. евро.

## Управление
Висшият орган на управление на банката е Съветът, който се състои от представители на всички държави членки на банката. Всяка страна има 1 глас независимо от размера на нейния дял в капитала на банката.
Решенията по принципиални въпроси се считат за приети при пълно единодушие на страните-членки, а по другите въпроси – при квалифицирано мнозинство (не по-малко от 3/4 от гласовете).
Изпълнителният орган на банката е Управителният съвет.

## Членове
| Първоначално:                                | Понастоящем:                      |
| Народна република България                   | —                                 |
| Унгарска народна република                   | —                                 |
| Демократична република Виетнам               | Социалистическа република Виетнам |
| Германска демократична република             | —                                 |
| Република Куба                               | Република Куба                    |
| Монголска народна република                  | Монголия                          |
| Полска народна република                     | —                                 |
| Съюз на съветските социалистически републики | Руска федерация                   |
| Румънска народна република                   | —                                 |
| Чехословашка социалистическа република       | —                                 |
| Чехословашка социалистическа република       | —                                 |

## История
Банката е учредена в съответствие със Споразумението за образуване на МИБ от 10 юли 1970 г. Членове на банката са били: България, Унгария, ГДР, Монголия, Полша, Румъния, СССР, Чехословакия и Куба.
През 1973 г. в банката е създаден специален фонд за кредитиране на мероприятия по оказване на икономическо и техническо съдействие на развиващите се страни. Всичко за 1971–1972 г. банката е отпуснала 26 кредита на обща сума около 280 млн. преводни рубли, включително 110 млн. прев. руб. в свободно конвертируема валута.
След прекратяването на функционирането на Съвета за икономическа взаимопомощ банката продължава да работи в пазарни условия. МИБ за целия период на своята дейност е приел за кредитиране около 200 инвестиционни обекта в различни страни и е предоставил кредити на сума повече от 7 млрд. евро.
За годините на дейността си МИБ е получил печалба в обем, позволил да се изплатят дивиденти на страните-членки на банката, да се увеличи изплатената част от уставния капитал, да се задели резервен капитал и да се построи съвременна технически оборудвана сграда на банката.